# Il castello misterioso
Il castello misterioso (Switchin' Kitten) è un film del 1961 diretto da Gene Deitch. Il film è il centoquindicesimo cortometraggio della serie Tom & Jerry e il primo dei tredici a essere stato prodotto nello studio Rembrandt Films situato a Praga, capitale della Cecoslovacchia (oggi Repubblica Ceca), ed è stato distribuito il 7 settembre 1961.

## Trama
Abbandonato da una carrozza durante un terribile temporale, Tom decide di trattenersi in un antico castello misterioso. Non sa che quell'edificio è in realtà il laboratorio segreto di uno scienziato pazzo che, grazie agli interventi del suo assistente Jerry, riesce a scambiare il cervello di Spike con quello di un gatto arancione che assomiglia molto a Vercingetorige, il quale fa amicizia con il piccolo topo, difendendolo in ogni situazione. Dopo essere entrato nel castello, Tom cerca molte volte di catturare Jerry, fallendo però miseramente per via del minaccioso "gatto-cane" che si ritrova dinanzi. Alla fine Tom decide di scappare dal tetro e sinistro maniero, ma, ogni volta che apre una porta, da essa fuoriesce un animale che ha subito uno scambio di cervello come l'elefante che ha il cervello di un uccellino, Spike che ha il cervello di un gatto, un gallo che ha il cervello di una pecora e l'orologio a cucù che ha il cervello di una mucca. Tom implora quindi aiuto a Jerry, ma quest'ultimo, entrato nella sua tana, finge di aver scambiato il suo cervello con quello di un leone (omaggiando Leo il leone, l'attuale mascotte presente nel logo iniziale della Metro Goldwyn Mayer), facendo così scappare Tom a gambe levate. Alla fine un felicissimo Jerry, dopo che Tom se n'è andato, fa l'occhiolino al pubblico e il corto si chiude.

## Produzione
Dopo la fine dei cortometraggi prodotti da William Hanna e Joseph Barbera dal 1940 al 1958, la Metro-Goldwyn-Mayer aveva contattato Deitch nel 1960 per la produzione di tredici corti animati che avrebbero rifatto nascere la popolarità di Tom e Jerry; tuttavia egli per evitare di essere legato al regime comunista aveva modificato i nomi degli animatori cechi in quelli americani, cosa che farà fino all'ultimo cortometraggio Tom e Jerry all'opera prodotto nel 1962 presentando nei titoli di testa di alcuni cartoni la scritta Made in USA anche se in realtà lo studio di Deitch era dietro la cortina di ferro. Il castello misterioso fu distribuito negli USA il 7 settembre del 1961 e fu il primo corto della serie a racchiudere l'uso pesante di molto riverbero nonostante gli effetti vocali di Allen Swift, doppiatore di Clint Clobber in Battuta di pesca, Bistecche a cena e Triste safari.